# لورا واسلی
لورا واسلی (انگلیسی: Laura Wasley؛ زادهٔ ۱۸ فوریهٔ ۱۹۸۴) دوچرخه‌سوار زن اهل جزیره من است که در بازی‌های کشورهای همسود ۲۰۱۴ و بازی‌های جزیره ۲۰۱۱ به رقابت پرداخت.
وی در بازی‌های جزیره ۲۰۱۱ موفق به کسب مدال نقره شد.